# سیمون آچیک گیوزیان
سیمون هُوْهانِسی آچیک گیوزیان (به ارمنی Սիմոն Հովհաննեսի Աչիկգյոզյան - به انگلیسی Simon Achikgyozyan)، (زاده ۶ فوریه ۱۹۳۹ میلادی، در گالاتسی، رومانی - وفات ۳۰ آوریل ۱۹۹۱ میلادی در «مارتوناشن»، آرتساخ)، یک فرمانده ارمنی بود. او فرمانده یگان فدایی ارمنی در روستاهای «مارتوناشن» و «گتاشن» در شهر شاهومیان بود.

## زندگی‌نامه
سیمون آچیک گیوزیان در شهر گالاتسی، رومانی به دنیا آمده است و پدر (هُوْهانِس) و مادر (سیرانوش) او از بازماندگان نسل‌کشی ارمنیان می‌باشند.
در سال ۱۹۴۶ میلادی، به همراه خانواده اش به ارمنستان شوروی نقل مکان کردند. سیمون از دانشگاه دولتی ایروان در سال ۱۹۶۰ میلادی به عنوان یک مهندس، در رشته زمین‌شناسی فارغ‌التحصیل شد. از سال ۱۹۶۱ تا سال ۱۹۹۰، در فرهنگستان ملی علوم ارمنستان در علوم زمین‌شناسی کار کرده است. او نویسنده بیش از ۷۰ مقاله علمی در مورد زمین‌شناسی و مواد معدنی ارمنستان است.
سیمون آچیک گیوزیان به همراه تاتول کرپیان، برای دفاع از مردم روستاهای «مارتوناشن» و «گتاشن» در شهر شاهومیان یک گروه داوطلب ارمنی را تشکیل دادند. سیمون آچیک گیوزیان در روز ۳۰ آوریل ۱۹۹۱ میلادی در سن ۵۲ سالگی به همراه تاتول کرپیان در عملیات حلقه هر دو کشته شد.